# Riu Escopes
|  | Per a altres significats, vegeu «Escopes». |

Skopas (Scopas, Σκόπας) fou un riu tributari per la part oriental del Sangari a Galàcia, al que desaiguava a uns 15 km de Juliopolis.
El seu nom modern és Aladan.